# Torrente de Vallparadís
El torrente de Vallparadís es un curso de agua del Vallés Occidental, en la provincia de Barcelona, España, afluente de la riera de las Arenas. Nace cerca de Matadepera, en el término municipal de Tarrasa. Una vez llega al casco urbano de Tarrasa es soterrado y brota al exterior donde empieza el parque de Vallparadís. El torrente desemboca en la riera del Palau que llega la riera de las Arenas, en el barrio de Can Jofresa. Tiene un trazado original de unos 2,5 km. En la confluencia con el torrente de Santa María dispone de una profundidad de 14,5 m con una anchura superior de unos 75 m y una anchura inferior de 30 m.